# Razor Freestyle Scooter
Razor Freestyle Scooter è un videogioco sportivo di sport estremi uscito per PlayStation, Nintendo 64, Dreamcast, Game Boy Advance e Game Boy Color. Il gioco ha avuto la licenza ufficiale dalla RazorUSA, una compagnia che crea monopattini e appositi equipaggiamenti di sicurezza, tuttora attiva; tale licenza è però assente nella versione europea, il che ha portato il cambio del nome semplicemente a Freestyle Scooter.

## Modalità di gioco
Il gioco possiede una trama molto semplice: il giocatore si trova ad aiutare un gruppo di ragazzini, i cui amici sono stati catturati da un robot gigante malvagio. Il giocatore controlla uno dei dieci personaggi disponibili attraverso una serie di tre livelli, mentre esegue vari trick e manovre (per un totale delle 45 disponibili nel gioco). Nel corso del gioco, e durante i tre livelli principali, i personaggi dovranno completare un vasto assortimento di missioni, completati i quali sarà sbloccato un livello speciale nella quale il giocatore avrà l'opportunità di salvare i ragazzi in ostaggio. Fatto ciò, il giocatore ritornerà ai livelli principali, ma con più missioni o una maggiore difficoltà. Il gioco termina solo quando tutti livelli speciali sono stati sbloccati, e tutti gli amici dei protagonisti, tra cui Tito Ortiz, vengono salvati.

## Accoglienza
| Testata                            | Versione | Giudizio |
| ---------------------------------- | -------- | -------- |
| GameRankings (media al 31-01-2020) | DC       | 66%      |
| GameRankings (media al 31-01-2020) | GBA      | 57%      |
| GameRankings (media al 31-01-2020) | GBC      | 44%      |
| GameRankings (media al 31-01-2020) | N64      | 60%      |
| GameRankings (media al 31-01-2020) | PS       | 70%      |
| Metacritic (media al 31-01-2020)   | DC       | 66/100   |
| Metacritic (media al 31-01-2020)   | PS       | 65/100   |
| AllGame                            | GBA      | [ 9 ]    |
| AllGame                            | GBC      | [ 10 ]   |
| AllGame                            | PS       | [ 11 ]   |
| EGM                                | GBC      | 4.67/10  |
| EGM                                | PS       | 7/10     |
| Game Informer                      | DC       | 7.5/10   |
| Game Informer                      | PS       | 8/10     |
| Game Revolution                    | PS       | C−       |
| GamePro                            | GBC      | [ 17 ]   |
| GamePro                            | PS       | [ 18 ]   |
| GameSpot                           | DC       | 6.3/10   |
| GameSpot                           | PS       | 6.6/10   |
| GameSpy                            | DC       | 7.5/10   |
| IGN                                | DC       | 6.2/10   |
| IGN                                | PS       | 4.5/10   |
| Nintendo Power                     | GBA      | 2.6/5    |
| Nintendo Power                     | GBC      | [ 25 ]   |
| Nintendo Power                     | N64      | [ 26 ]   |
| OPM                                | PS       | [ 27 ]   |
| X-Play                             | PS       | [ 28 ]   |
| The Cincinnati Enquirer            | PS       | [ 29 ]   |

Le versioni PlayStation e Dreamcast hanno avuto un'accoglienza "mista o altalenante" stando alle recensioni aggregate sul sito web Metacritic.

## Curiosità
Il gioco presenta l'effettiva presenza di Tito Ortiz, ex lottatore di arti marziali miste, come personaggio giocabile.